# Stanisław Jerzy Lec
Stanisław Jerzy Lec (* 6. března 1909 narozen jako de Tusch-Letz Lvov, Polsko (dnes Ukrajina) – 7. května 1966, Varšava, Polsko) byl polský básník, aforista a satirik.

## Dílo
- Barwy, básně (1933)
- Spacer cynika, satira a epigramy (1946)
- Notatnik połowy, básně (1946)
- Życie jest fraszką, satira a epigramy (1948)
- Nowe wiersze (1950)
- Rękopis Jerozolimskie (1956)
- Myśli nieuczesane (1957)
- Z Tysiąc i jedné fraszki (1959)
- Kpię i ptám o drogách (1959)
- Myśli nieuczesane (1959)
- Do Abla i Kaina (1961)
- List Göncz (1963)
- Myśli nieuczesane nowe (1964)
- Poema gotowe do skoku (1964)
- Fraszkobranie (1966)

### Česky vyšlo
- Neučesané myšlenky (1962)
- Nové neučesané myšlenky (1967)
- Tisíc a jedna fraška (1984)
- Lehčí kalibr. Aforismy a sentence (1994)